# مايكل رايت (لاعب كرة سلة)
مايكل رايت (بالإنجليزية: Michael Wright)‏ (مواليد 7 يناير 1980 - 10 نوفمبر 2015)، كان لاعب كرة سلة تركي بدأ مسيرته الاحترافية في سنة 2001. بلغ طوله 6 قدم 8 بوصة (2.0 م).

## فرق لعب لها
- ألبا برلين
- تورك تيليكوم
- طرابزون سبور لكرة السلة

## الوفاة
في 10 نوفمبر 2015 تم العثور على رايت قتيلا داخل سيارته في بروكلين (نيويورك) مغطى بأكياس القمامة في مقعد السيارة الخلفي. أكد الطبيب الشرعي أن وفاته كانت جريمة قتل.

## روابط خارجية
- مايكل رايت على موقع الاتحاد الدولي لكرة السلة (الإنجليزية)
- مايكل رايت على موقع الدوري الأوروبي لكرة السلة (الإنجليزية)
- مايكل رايت على موقع سبورتس رفرنس (الإنجليزية)
- مايكل رايت على موقع الدوري الإسباني لكرة السلة (الإسبانية)
- مايكل رايت على موقع كرة السلة الأوروبية.كوم (الإنجليزية)
- مايكل رايت على موقع كلية كرة السلة في سبورتس رفرنس.كوم (الإنجليزية)
- مايكل رايت على موقع ريلجم (الإنجليزية)
- مايكل رايت على موقع بروبوليرز (الإنجليزية)
- مايكل رايت على موقع سبورتس رفرنس (الإنجليزية)